# Eleição para mesa diretora do Senado Federal do Brasil em 2025
A eleição para a presidência do Senado Federal do Brasil ocorreu em 1º de fevereiro de 2025, durante o dia de abertura da 3ª Sessão da 57ª Legislatura do Congresso Nacional. Ela resultou na eleição do presidente, de dois vice-presidentes, dos cargos de 1º, 2º, 3º e 4º Secretário da mesa e dos seus respectivos suplentes, que ficarão no cargo até fevereiro de 2027. Os membros da Mesa foram eleitos para um mandato de dois anos (bienal), vedada a reeleição para o período imediatamente subsequente (art. 59 do Regimento Interno do Senado Federal).
O presidente e os demais cargos da Mesa Diretora são eleitos com a maioria absoluta dos votos (ou seja, 50% mais um dos votos válidos). A eleição dos membros da Mesa Diretora do Senado Federal será feita em escrutínio secreto, exigida a maioria de votos, também exigindo a presença da maioria da composição do Senado e assegurada, tanto quanto possível, a participação proporcional das representações partidárias ou dos blocos parlamentares que atuam no Senado Federal (art. 60 do Regimento Interno do Senado Federal).
O então presidente do Senado Federal, Rodrigo Pacheco, reeleito em 2023, não estava apto a concorrer a um terceiro mandato consecutivo.
Davi Alcolumbre (União/AP), foi eleito para exercer seu segundo mandato não consecutivo na presidência do Senado Federal, obtendo 73 votos totais, a terceira maior votação na história do Senado.

## Candidaturas
Nota: a tabela a seguir está organizada por ordem alfabética de candidatos.
| Candidato                | Candidato | Partido/ Estado | Partido/ Estado | Bloco de apoio                                   | Parlamentares | Ref.        |
| ------------------------ | --------- | --------------- | --------------- | ------------------------------------------------ | ------------- | ----------- |
| Astronauta Marcos Pontes |           |                 | PL São Paulo    | Sem bloco de apoio definido.                     | —             | [ 4 ] [ 5 ] |
| Davi Alcolumbre          |           |                 | UNIÃO Amapá     | PDT, PL, PP, PSB, PSD, PT, Republicanos e UNIÃO. | 63            | [ 6 ] [ 7 ] |
| Eduardo Girão            |           |                 | NOVO Ceará      | NOVO.                                            | —             | [ 5 ]       |

### Desistências
Os candidatos Marcos do Val e Soraia Thronicke desistiram da candidatura durante o andamento da sessão de eleição.
| Candidato        | Candidato | Partido/ Estado | Partido/ Estado         | Bloco de apoio               | Parlamentares | Ref.  |
| ---------------- | --------- | --------------- | ----------------------- | ---------------------------- | ------------- | ----- |
| Marcos do Val    |           |                 | PODE Espírito Santo     | PODE.                        | —             | [ 5 ] |
| Soraya Thronicke |           |                 | PODE Mato Grosso do Sul | Sem bloco de apoio definido. | —             | [ 9 ] |

## Resultados

### Presidente
Davi Alcolumbre (União/AP) foi eleito com 73 votos, retornando ao cargo que ocupou entre 2019 e 2021.
| Candidato                | Número de Votos | Partido | Bloco                                           | UF        | %     |
| ------------------------ | --------------- | ------- | ----------------------------------------------- | --------- | ----- |
| Davi Alcolumbre          | 73              | UNIÃO   | PDT, PL, PP, PSB, PSD, PT, Republicanos e UNIÃO | Amapá     | 90,12 |
| Astronauta Marcos Pontes | 4               | PL      | —                                               | São Paulo | 4,94  |
| Eduardo Girão            | 4               | NOVO    | NOVO                                            | Ceará     | 4,94  |

### Cargos da mesa diretora
Os cargos restantes da mesa diretora foram eleitos por aclamação, por ter chapa única.
| Chapa | Cargo                     | Candidato          | Partido      | UF                  | Número de Votos | %    |
| ----- | ------------------------- | ------------------ | ------------ | ------------------- | --------------- | ---- |
| Única | 1º Vice-Presidente        | Eduardo Gomes      | PL           | Tocantins           | 81              | 100% |
| Única | 2º Vice-Presidente        | Humberto Costa     | PT           | Pernambuco          | 81              | 100% |
| Única | 1ª Secretária             | Daniella Ribeiro   | PSD          | Paraíba             | 81              | 100% |
| Única | 2ª Secretário             | Confúcio Moura     | MDB          | Rondônia            | 81              | 100% |
| Única | 3ª Secretária             | Ana Paula Lobato   | PDT          | Maranhão            | 81              | 100% |
| Única | 4º Secretário             | Laércio Oliveira   | PP           | Sergipe             | 81              | 100% |
| Única | 1º Suplente de Secretário | Chico Rodrigues    | PSB          | Roraima             | 81              | 100% |
| Única | 2º Suplente de Secretário | Mecias de Jesus    | Republicanos | Roraima             | 81              | 100% |
| Única | 3º Suplente de Secretário | Styvenson Valentim | PSDB         | Rio Grande do Norte | 81              | 100% |
| Única | 4ª Suplente de Secretário | Soraya Thronicke   | PODE         | Mato Grosso do Sul  | 81              | 100% |